# Wolfgang Hoderlein
Wolfgang Hoderlein (* 9. März 1953 in Steinwiesen) ist ein deutscher Politiker. Er war von 2000 bis 2003 Landesvorsitzender der SPD in Bayern.

## Biografie
Wolfgang Hoderlein studierte von 1973 bis 1973 und von 1975 bis 1978 Sozialpädagogik und Lehramt. 1974/75 arbeitete er im Pressewesen der Bundeswehr, ab 1978 bis zu seiner Wahl in den bayerischen Landtag 1990 im Schuldienst.
1974 trat Wolfgang Hoderlein in die SPD ein, in der er verschiedene Funktionen ausübte. 1996 wurde er Generalsekretär der bayerischen SPD, 2000 wurde Hoderlein als Nachfolger von Renate Schmidt zum Landesvorsitzenden gewählt. Nach der Niederlage der SPD bei der Landtagswahl am 21. September 2003 trat Wolfgang Hoderlein aus gesundheitlichen Gründen zurück. Sein Nachfolger wurde nach einer Interimszeit ab 2004 Ludwig Stiegler.
1978 wurde Wolfgang Hoderlein in den Stadtrat von Stadtsteinach gewählt, dem er bis 1990 und erneut von 2002 bis 2003 angehörte. Seit 1984 ist er Mitglied des Kreistages im Landkreis Kulmbach.
1990 wurde Wolfgang Hoderlein über die Wahlkreisliste Oberfranken in den bayerischen Landtag gewählt, dem er bis 2008 angehörte. Er kandidierte für den Stimmkreis Kulmbach, wurde dort aber nie direkt gewählt. Zuletzt gehörte er dem Ausschuss für Bundes- und Europaangelegenheiten an. Wolfgang Hoderlein kandidierte bei der Landtagswahl 2008 nicht erneut für den Landtag, sondern bewarb sich erfolgreich um ein Mandat im Bezirkstag von Oberfranken.
Am 3. Juni 2011 wurde bekannt, dass Hoderlein aus der SPD ausgetreten ist, weil er mit der Arbeit der oberfränkischen SPD-Bezirksvorsitzenden Anette Kramme, welche laut Hoderlein eine „weibliche Seilschaft“ anführt, unzufrieden ist. Im Jahr 2012 trat Hoderlein auf Wirken von Frank Rebhan (Oberbürgermeister von Neustadt bei Coburg) und Andreas Starke (Oberbürgermeister von Bamberg) sowie Oswald Marr (Landrat Kronach) wieder in die SPD ein.

## Fränkischer Bund
Am 16. Oktober 2011 wurde Wolfgang Hoderlein in den Vorstand des Fränkischen Bundes gewählt. Am 13. Oktober 2013 kandidierte er nicht mehr für dieses Amt und schied deswegen aus dem Vorstand aus. Am 21. Februar 2015 wurde er erneut in den Vorstand des Fränkischen Bundes gewählt.

## Ehrungen
- 2007: Bayerischer Verdienstorden
- 2008: Medaille für besondere Verdienste um Bayern in einem Vereinten Europa
- 2012: Verdienstkreuz am Bande der Bundesrepublik Deutschland